# John Carradine
John Carradine, pseudonimo di Richmond Reed Carradine (New York, 5 febbraio 1906 – Milano, 27 novembre 1988), è stato un attore statunitense.
Nella sua lunga carriera ha interpretato più di duecento pellicole. Agli esordi, è stato anche noto con lo pseudonimo di Peter Richmond, quando lavorava come attore teatrale interpretando opere shakespeariane.
Tutti e quattro i suoi figli sono diventati attori: David Carradine, Keith Carradine, Robert Carradine e Bruce Carradine (figlio di primo letto della moglie Ardanell McCool Cosner e da lui successivamente adottato).

## Biografia
Era il figlio di William Reed Carradine, corrispondente per la Associated Press, e della dottoressa Genevieve Winnifred Richmond, chirurgo. Suo nonno era lo scrittore religioso Beverly Carradine, mentre il suo bisnonno Henry Francis Carradine possedeva una piantagione.
La carriera di attore di Carradine iniziò sui palcoscenici teatrali, come attore shakespeariano. Il suo primo ruolo cinematografico, dopo qualche breve apparizione, fu nel film Il segno della croce (1932) di Cecil B. DeMille. Adotterà il nome d'arte di John Carradine nel 1933. In un'intervista concessa alla stampa italiana nel 1983 dichiarò di essere discendente di un'antica famiglia bolognese, i Carradini, anglicizzato poi in Carradine.
Lavorò con Katharine Hepburn nel film Maria di Scozia (1936) di John Ford, diventando amico del regista che, in futuro, lo dirigerà in 7 film. In Sotto i ponti di New York (1937) di Alfred Santell impersonò, per l'unica volta nella sua lunga carriera, un vagabondo. Seguirono Capitani coraggiosi (1937) di Victor Fleming, con Spencer Tracy, film che ottenne alcune candidature agli Oscar, Uragano (1937), ancora di Ford, e Jess il bandito (1939) di Henry King, film che darà la celebrità a Henry Fonda. Fu tra gli interpreti del capolavoro western Ombre rosse (1939), sempre di Ford, con protagonista John Wayne, nel quale Carradine interpretò il giocatore d'azzardo dall'aspetto di tipico gentiluomo del Sud.

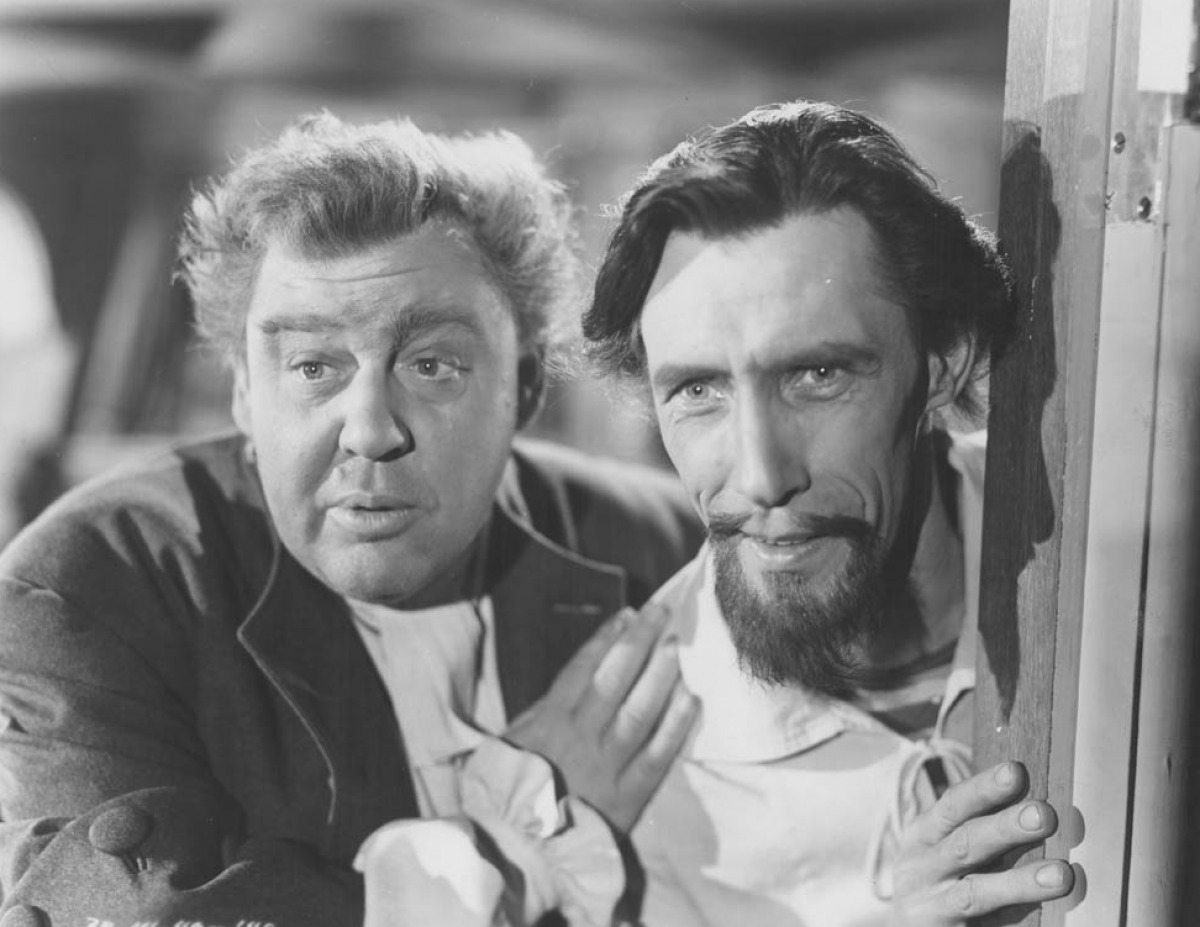
Charles Laughton e John Carradine nel film Capitan Kidd (1945)

Negli anni quaranta continuò la collaborazione con Ford in Furore (1940), tratto dall'omonimo romanzo di John Steinbeck, quindi apparve in La grande missione (1940) di Henry Hathaway, Sangue e arena (1941) di Rouben Mamoulian, con Rita Hayworth, La palude della morte (1941), che segnò l'esordio americano alla regia di Jean Renoir, e La grande fiamma (1942) di Jules Dassin. Dopo alcuni film minori, tra il 1945 ed il 1954 si dedicò prevalentemente al teatro, ma tornò sul grande schermo nel film Johnny Guitar (1954), western cult di Nicholas Ray, e nel kolossal I dieci comandamenti (1956) di Cecil B. DeMille.
Duettò con Spencer Tracy in L'ultimo urrà (1958), ancora una volta diretto da Ford, che gli regalerà poi altri due successi con L'uomo che uccise Liberty Valance (1962), accanto a James Stewart, e Il grande sentiero (1964), cui seguì Il magnifico irlandese (1965) di Ford e Jack Cardiff.
Dopo vari camei poco significativi, tornò a lavorare con grandi registi quali Martin Scorsese in America 1929 - Sterminateli senza pietà (1972), accanto al figlio David, Woody Allen in Tutto quello che avreste voluto sapere sul sesso* *ma non avete mai osato chiedere (1972), Don Siegel in Il pistolero (1976), accanto a John Wayne e James Stewart, Elia Kazan in Gli ultimi fuochi (1976), nel quale lavorò con gli allora giovani ma già affermati Robert De Niro e Jack Nicholson, e J. Lee Thompson in Sfida a White Buffalo (1977). Nello stesso anno vestì i panni del capitano di una nave in L'occhio nel triangolo, horror fantascientifico interpretato anche da Peter Cushing. Uno dei suoi ultimi film fu Peggy Sue si è sposata (1986) di Francis Ford Coppola.
Invitato in Italia per i festeggiamenti per i 40 anni del personaggio dei fumetti Tex Willer, Carradine morì a Milano per un attacco cardiaco, il 27 novembre 1988, all'età di 82 anni. Venne sepolto in mare.

## Filmografia

### Cinema

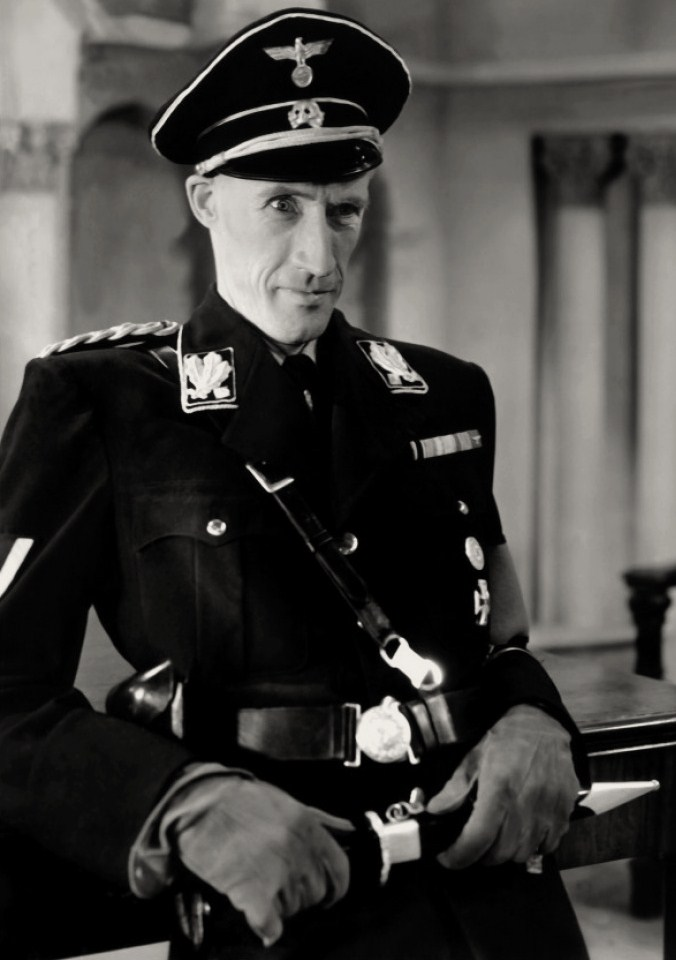
John Carradine ne Il pazzo di Hitler (1943)

- To the Last Man, regia di Henry Hathaway (1933)
- La gloria del mattino (Morning Glory), regia di Lowell Sherman (1933)
- L'uomo invisibile (The Invisible Man), regia di James Whale (1933) - non accreditato
- La moglie di Frankenstein (The Bride of Frankenstein), regia di James Whale (1935) - non accreditato
- L'uomo che sbancò Montecarlo (The Man Who Broke the Bank at Monte Carlo), regia di Stephen Roberts (1935)
- Il sergente di ferro (Les Miserables), regia di Richard Boleslawski (1935)
- Il cardinale Richelieu (Cardinal Richelieu), regia di Rowland V. Lee (1935)
- Maria di Scozia (Mary of Scotland), regia di John Ford (1936)
- Il giardino di Allah (The Garden of Allah), regia di Richard Boleslawski (1936)
- Il prigioniero dell'isola degli squali (The Prisoner of Shark Island), regia di John Ford (1936)
- Ramona, regia di Henry King (1936)
- La reginetta dei monelli (Dimples), regia di William A. Seiter (1936)
- I diavoli rossi (Daniel Boone), regia di David Howard (1936)
- Sotto i ponti di New York (Winterset), regia di Alfred Santell (1936)
- Capitani coraggiosi (Captains Courageous), regia di Victor Fleming (1937)
- Quei cari parenti (Danger - Love at Work), regia di Otto Preminger (1937)
- Alì Babà va in città (Ali Baba Goes to Town), regia di David Butler (1937)
- Uragano (The Hurricane), regia di John Ford (1937)
- L'ultimo gangster (The Last Gangster), regia di Edward Ludwig (1937)
- Cuori umani (Of Human Hearts), regia di Clarence Brown (1938)
- Il giuramento dei quattro (Four Men and a Prayer), regia di John Ford (1938)
- La grande strada bianca (Alexander's Ragtime Band), regia di Henry King (1938)
- Il vascello maledetto (Kidnapped), regia di Alfred L. Werker (1938)
- Pattuglia sottomarina (Submarine Patrol), regia di John Ford (1938)
- Gateway, regia di Alfred L. Werker (1938)
- Jess il bandito (Jesse James), regia di Henry King (1939)
- Ombre rosse (Stagecoach), regia di John Ford (1939)
- D'Artagnan e i tre moschettieri (The Three Musketeers), regia di Allan Dwan (1939)
- Sherlock Holmes e il mastino di Baskerville (The Hound of the Baskervilles), regia di Sidney Lanfield (1939)
- Capitan Furia (Captain Fury), regia di Hal Roach (1939)
- La tragedia del Silver Queen (Five Came Back), regia di John Farrow (1939)
- Gli indomabili (Frontier Marshal), regia di Allan Dwan (1939)
- La più grande avventura (Drums Along the Mohawk), regia di John Ford (1939)
- L'ultimo avvertimento di Mr. Moto (Mr. Moto’s Last Warning), regia di Norman Foster (1939)
- Furore (The Grapes of Wrath), regia di John Ford (1940)
- Il vendicatore di Jess il bandito (The Return of Frank James), regia di Fritz Lang (1940)
- La grande missione (Brigham Young), regia di Henry Hathaway (1940)
- Passione di amazzoni (Chad Hanna), regia di Henry King (1940)
- Fred il ribelle (Western Union), regia di Fritz Lang (1941)
- Sangue e arena (Blood and Sand), regia di Rouben Mamoulian (1941)
- Duello mortale (Man Hunt), regia di Fritz Lang (1941)
- La palude della morte (Swamp Water), regia di Jean Renoir (1941)
- Il figlio della furia (Son of Fury: The Story of Benjamin Blake), regia di John Cromwell (1942)
- La grande fiamma (Reunion in France), regia di Jules Dassin (1942)
- Il pazzo di Hitler (Hitler's Madman), regia di Douglas Sirk (1943)
- Il pilota del Mississippi (The Adventures of Mark Twain), regia di Irving Rapper (1944)
- La rivincita dell'uomo invisibile (The Invisible Man's Revenge), regia di Ford Beebe (1944)
- The Mummy's Ghost, regia di Reginald Le Borg (1944)
- La follia di Barbablù (Bluebeard), regia di Edgar G. Ulmer (1944)
- Al di là del mistero (House of Frankenstein), regia di Erle C. Kenton (1944)
- Tutti pazzi (It's in the Bag!), regia di Richard Wallace (1945)
- Un angelo è caduto (Fallen Angel), regia di Otto Preminger (1945)
- La casa degli orrori (House of Dracula), regia di Erle C. Kenton (1945)
- Il disonesto (The Private Affairs of Bel Ami), regia di Albert Lewin (1947)
- La stirpe di Caino (C-Man), regia di Joseph Lerner (1949)
- La grande notte di Casanova (Casanova's Big Night), regia di Norman Z. McLeod (1954)
- Johnny Guitar, regia di Nicholas Ray (1954)
- Sinuhe l'egiziano (The Egyptian), regia di Michael Curtiz (1954)
- Il passo dei Comanches (Thunder Pass), regia di Frank McDonald (1954)
- Il paradiso dei fuorilegge (Stranger on Horseback), regia di Jacques Tourneur (1955)
- Il kentuckiano (The Kentuckian), regia di Burt Lancaster (1955)
- La figlia dello sceicco (Desert Sands), regia di Lesley Selander (1955)
- Il giullare del re (The Court Jester), regia di Melvin Frank, Norman Panama (1955)
- L'imboscata selvaggia (Hidden Guns), regia di Albert C. Gannaway (1956)
- Il sonno nero del dottor Satana (The Black Sleep), regia di Reginald Le Borg (1956)
- L'adescatrice (Female Jungle), regia di Bruno VeSota (1956)
- Il giro del mondo in 80 giorni (Around the World in 80 Days), regia di Michael Anderson (1956)
- I dieci comandamenti (The Ten Commandments), regia di Cecil B. DeMille (1956)
- La vera storia di Jess il bandito (The True Story of Jesse James), regia di Nicholas Ray (1957)
- La casa dei mostri (The Unearthly), regia di Boris Petroff (1957)
- L'inferno ci accusa (The Story of Mankind), regia di Irwin Allen (1957)
- I filibustieri dei mari del sud (Hell Ship Mutiny), regia di Lee Sholem, Elmo Williams (1957)
- La vera storia di Lucky Welsh (Showdown at Boot Hill), regia di Gene Fowler Jr. (1958)
- L'orgoglioso ribelle (The Proud Rebel), regia di Michael Curtiz (1958)
- L'ultimo urrà (The Last Hurrah), regia di John Ford (1958)
- Assalto dallo spazio (Invisible Invaders), regia di Edward L. Cahn (1959)
- I conquistatori dell'Oregon (The Oregon Trail), regia di Gene Fowler Jr. (1959)
- The Cosmic Man, regia di Herbert S. Greene   (1959)
- Le avventure di Huck Finn (The Adventures of Huckleberry Finn), regia di Michael Curtiz (1960)
- Tarzan il magnifico (Tarzan the Magnificent), regia di Robert Day (1960)
- The Incredible Petrified World, regia di Jerry Warren (1960)
- L'uomo che uccise Liberty Valance (The Man Who Shot Liberty Valance), regia di John Ford (1962)
- Jerry 8¾ (The Patsy), regia di Jerry Lewis (1964)
- Il grande sentiero (Cheyenne Autumn), regia di John Ford (1964)
- The Wizard of Mars, regia di David L. Hewitt (1965)
- Billy the Kid Versus Dracula, regia di William Beaudine (1966)
- La galleria degli orrori (Gallery of Horror), regia di David L. Hewitt (1967)
- Le spie vengono dal cielo (The Helicopter Spies), regia di Boris Sagal (1968)
- Guai con le ragazze (The Trouble with Girls), regia di Peter Tewksbury (1969)
- Il grande giorno di Jim Flagg (The Good Guys and the Bad Guys), regia di Burt Kennedy (1969)
- Il castello di Dracula (Blood of Dracula's Castle), regia di Al Adamson (1969)
- 7 per l'infinito contro i mostri spaziali (Horror of the Blood Monsters), regia di Al Adamson (1970)
- Il caso Myra Breckinridge (Myra Breckinridge), regia di Michael Sarne (1970)
- L'ultimo tramonto sulla terra dei Mc Masters (The McMasters), regia di Alf Kjellin (1970)
- Five Bloody Graves, regia di Al Adamson (1969)
- Cain's Cutthroats, regia di Ken Osborne (1970)
- I 7 minuti che contano (Seven Minutes), regia di Russ Meyer (1971)
- Moonchild, il figlio della luna (Moonchild), di Alan Gadney (1972)
- America 1929 - Sterminateli senza pietà (Boxcar Bertha), regia di Martin Scorsese (1972)
- Tutto quello che avreste voluto sapere sul sesso* *ma non avete mai osato chiedere (Everything You Always Wanted to Know About Sex* *but Were Afraid to Ask), regia di Woody Allen (1972)
- Night of the Dark Full Moon, regia di Theodore Gershuny (1972)
- La notte dei sette assassinii (The House of Seven Corpses), regia di Paul Harrison (1974)
- Il pistolero (The Shootist), regia di Don Siegel (1976)
- Gli ultimi fuochi (The Last Tycoon), regia di Elia Kazan (1976)
- Sfida a White Buffalo (The White Buffalo), regia di J. Lee Thompson (1977)
- L'occhio nel triangolo (Shock Waves), regia di Ken Wiederhorn (1977)
- Il club dei mostri (The Monster Club), regia di Roy Ward Baker (1981)
- L'ululato (The Howling), regia di Joe Dante (1981)
- Brisby e il segreto di NIMH (The Secret of NIMH), regia di Don Bluth (1982) (voce)
- La casa delle ombre lunghe (House of the Long Shadows), regia di Pete Walker (1983)
- I pirati dello spazio (The Ice Pirates), regia di Stewart Raffill (1984)
- Peggy Sue si è sposata (Peggy Sue Got Married), regia di Francis Ford Coppola (1986)
- La tomba (The Tomb), regia di Fred Olen Ray (1986)
- Non aprite quell'armadio (Monster in the Closet), regia di Bob Dahlin (1986)
- Sepolti vivi (Buried Alive), regia di Gérard Kikoïne (1990)

### Televisione
- Lights Out – serie TV, episodi 3x11-3x46-4x44 (1950-1952)
- Climax! – serie TV, episodi 1x23-2x01-2x17 (1955-1956)
- Gunsmoke – serie TV (1955-1959)
- Damon Runyon Theater – serie TV, episodio 2x19 (1956)
- Frida (My Friend Flicka) – serie TV, episodio 1x22 (1956)
- Navy Log – serie TV, episodi 2x21-3x01 (1957)
- The DuPont Show of the Month – serie TV, episodio 1x02 (1957)
- Telephone Time – serie TV, episodio 3x13 (1957)
- The Restless Gun – serie TV, episodio 1x36 (1958)
- Have Gun - Will Travel – serie TV, episodio 1x39 (1958)
- Indirizzo permanente (77 Sunset Strip) – serie TV, episodio 1x07 (1958)
- Sugarfoot – serie TV, episodio 2x08 (1958)
- Carovane verso il West (Wagon Train) – serie TV, 2 episodi (1958-1960)
- The Rough Riders – serie TV, episodio 1x19 (1959)
- Cimarron City – serie TV, episodio 1x15 (1959)
- Rescue 8 – serie TV, episodio 1x20 (1959)
- Ricercato vivo o morto (Wanted: Dead or Alive) – serie TV, episodio 2x23 (1960)
- Lock-Up – serie TV, episodio 1x25 (1960)
- Ai confini della realtà (The Twilight Zone) – serie TV, episodio 2x05 (1960)
- Bourbon Street Beat – serie TV, episodio 1x21 (1960)
- Thriller – serie TV, episodi 2x06-2x13 (1961)
- Maverick – serie TV, episodio 4x25 (1961)
- Bonanza – serie TV, episodio 3x02-11x11 (1961-1969)
- L'ora di Hitchcock (The Alfred Hitchcock Hour) – serie TV, episodio 3x20 (1965)
- Branded – serie TV, 5 episodi (1965-1966)
- Agenzia U.N.C.L.E. (The Girl from U.N.C.L.E.) – serie TV, episodio 1x05 (1966)
- Hondo – serie TV, episodio 1x09 (1967)
- La grande vallata (The Big Valley) – serie TV, episodio 4x23 (1969)
- Capitani e Re (Captains and the Kings) – miniserie TV (1976)
- Professione pericolo (The Fall Guy) – serie TV (1984)
- Ai confini della realtà (The Twilight Zone) – serie TV, episodio 1x33 (1986)

## Doppiatori italiani
- Renato Turi ne Il kentuckiano, La figlia dello sceicco, Il sonno nero del dottor Satana, Il giro del mondo in 80 giorni, I dieci comandamenti, I filibustieri dei mari del sud, L'ultimo urrà, Assalto dallo spazio, L'uomo che uccise Liberty Valance, Tutto quello che avreste voluto sapere sul sesso* (*ma non avete mai osato chiedere)
- Lauro Gazzolo ne Il giardino di Allah[3], La grande missione, Johnny Guitar, Il giullare del re, La vera storia di Jess il bandito, Il grande sentiero
- Giorgio Capecchi in Maria di Scozia[4], L'ultimo gangster, Sinuhe l'egiziano
- Emilio Cigoli ne Il prigioniero dell'isola degli squali, La più grande avventura, Sangue e arena
- Gualtiero De Angelis in Ombre rosse, Gli indomabili, Duello mortale
- Bruno Persa in Capitani coraggiosi (ridoppiaggio), Tutti pazzi, La grande notte di Casanova
- Mario Milita ne Il rifugio del corvo, Guai con le ragazze (doppiaggio tardivo), La vera storia di Lucky Welsh (doppiaggio tardivo)
- Carlo Duse in Jess il bandito
- Sandro Ruffini in Furore
- Nino Pavese ne Il vendicatore di Jess il bandito
- Nerio Bernardi ne Il figlio della furia
- Arnoldo Foà ne La grande fiamma
- Aldo Silvani ne La casa degli orrori
- Adolfo Geri in Le avventure di Huck Finn
- Gino Baghetti in Jerry 8¾
- Giampiero Albertini in Il grande giorno di Jim Flagg
- Gianni Musy in 7 per l'infinito contro i mostri spaziali
- Mario Mastria in Starsky & Hutch
- Vinicio Sofia ne Il pistolero
- Arturo Dominici in Sfida a White Buffalo
- Carlo Baccarini ne L'occhio nel triangolo
- Silvio Spaccesi in Il club dei mostri
- Roberto Bertea ne L'ululato
- Vittorio Battarra ne La casa delle ombre lunghe
- Renato Mori in Uragano (ridoppiaggio)
- Carlo Valli in Jess il bandito (ridoppiaggio)
- Sergio Di Stefano ne La più grande avventura (ridoppiaggio)

Da doppiatore è sostituito da:
- Carlo Alighiero in Brisby e il segreto di Nimh